# Список космических запусков СССР в 1960 году
Список космических запусков СССР в 1960 году
| Дата       | Ракета-носитель | Полезная нагрузка (тип) | Космодром/Стартовый комплекс | SCD/NSSDC ID      | Результат |
| ---------- | --------------- | ----------------------- | ---------------------------- | ----------------- | --------- |
| 15 апреля  | Восток 8К72     | Луна-4А (Луна)          | Байконур 1/5                 |                   | Неудача   |
| 19 апреля  | Восток 8К72     | Луна-4В (Луна)          | Байконур 1/5                 |                   | Неудача   |
| 15 мая     | Восток 8К72     | Спутник-4 (Восток)      | Байконур 1/5                 | 00034 / 1960-005A | Успех     |
| 28 июля    | Восток 8К72     | Спутник-5-1 (Восток)    | Байконур 1/5                 |                   | Неудача   |
| 19 августа | Восток 8К72     | Спутник-5 (Восток)      | Байконур 1/5                 | 00055 / 1960-011A | Успех     |
| 10 октября | Молния 8К78     | Марс 1960А (1М)         | Байконур 1/5                 |                   | Неудача   |
| 14 октября | Молния 8К78     | Марс 1960Б (1М)         | Байконур 1/5                 |                   | Неудача   |
| 1 декабря  | Восток 8К72     | Спутник-6 (Восток)      | Байконур 1/5                 | 00065 / 1960-017A | Успех     |
| 22 декабря | Восток 8К72К    | Спутник-7-1 (Восток)    | Байконур 1/5                 |                   | Неудача   |

## Статистика
Количество запусков: 9
Успешных запусков: 3
| Ракета-носитель | Число стартов | Неудачи | Примечания                                                                                      |
| --------------- | ------------- | ------- | ----------------------------------------------------------------------------------------------- |
| Восток          | 7             | 4       | Собаки Белка и Стрелка — первые живые существа, вернувшиеся из орбитального космического полёта |
| Молния          | 2             | 2       |                                                                                                 |

| Космодром | Число стартов | Неудачи | Примечания |
| --------- | ------------- | ------- | ---------- |
| Байконур  | 9             | 6       |            |

## Прочие события
| Дата        | Событие |
| ----------- | --- |
| 11 января   | Главный штаб Военно-воздушных сил СССР издал специальную директиву о формировании части летчиков-космонавтов. |
| 20 января   | Ракета Р-7 принята на вооружение ВС СССР. |
| 24 февраля  | Евгений Анатольевич Карпов назначен начальником Центра подготовки космонавтов (ЦПК) Приказом Главнокомандующего Военно-воздушных сил СССР. |
| 6 марта     | Сформирован первый отряд советских космонавтов (1960 Группа ВВС № 1). В отряд зачислены: Аникеев, Иван Николаевич; Беляев, Павел Иванович; Бондаренко, Валентин Васильевич; Быковский, Валерий Федорович; Варламов, Валентин Степанович; Волынов, Борис Валентинович; Гагарин, Юрий Алексеевич; Горбатко, Виктор Васильевич; Заикин, Дмитрий Алексеевич; Карташов, Анатолий Яковлевич; Комаров, Владимир Михайлович; Леонов, Алексей Архипович; Нелюбов, Григорий Григорьевич; Николаев, Андриян Григорьевич; Попович, Павел Романович; Рафиков, Марс Закирович; Титов, Герман Степанович; Филатьев, Валентин Игнатьевич; Хрунов, Евгений Васильевич; Шонин, Георгий Степанович. |
| 6 апреля    | Прекратил существование, войдя в плотные слои атмосферы, третий советский ИСЗ (00008 / 1958 Дельта 2). |
| 20 апреля   | Прекратила существование, войдя в плотные слои атмосферы, автоматическая станция «Луна-3» (00021 / 1959 Тэта 1). |
| 9 мая       | Вышло Постановление ЦК КПСС и СМ СССР о разработке спутника «Электрон». |
| 18 мая      | Предпринята попытка возвращения на Землю Первого корабля-спутника. Из-за неправильной работы системы ориентации включившийся тормозной двигатель перевел корабль вместо траектории спуска на Землю на более высокую орбиту, при этом отделение спускаемого аппарата прошло нормально. |
| 4 июня      | Вышло Постановление ЦК КПСС и СМ СССР «О плане освоения космического пространства». |
| 23 июня     | Вышло Постановление ЦК КПСС и СМ СССР «О создании мощных ракет-носителей, спутников, космических кораблей и освоении космического пространства в 1960—1967 гг». На его основании начата проработка новых ракетных систем, обеспечивающих вывод на орбиту тяжелых космических кораблей массой 60-80 тонн. |
| 20 августа  | На территории СССР совершил мягкую посадку спускаемый аппарат Второго корабля-спутника. На Землю благополучно возвратились собаки Белка и Стрелка. Впервые в мире живые существа, побывав в космосе, возвратились на Землю. |
| 12 сентября | Ракета Р-7А принята на вооружение ВС СССР. |
| 11 октября  | Постановление ЦК КПСС и Совета Министров СССР, предписывающее осуществить подготовку и запуск космического корабля «Восток» (объект 3КА) с человеком на борту. |
| 24 октября  | На космодроме Байконур, стартовый комплекс № 41, при подготовке к первому пуску межконтинентальной баллистической ракеты Р-16 произошло самопроизвольное включение второй ступени, а вслед за этим взрыв и гигантский пожар. В результате катастрофы погибли 77 человек, находившихся в тот момент на стартовой площадке. Среди погибших Главнокомандующий ракетными войсками стратегического назначения СССР М. И. Неделин, заместитель министра общего машиностроения СССР Л. А. Гришин, многие конструкторы и военные. |
| 2 декабря   | Предпринята попытка посадки спускаемого аппарата Третьего корабля-спутника. Из-за нерасчетной траектории, спуск корабля произошел в нерасчетном районе. Автоматика подрыва объекта (АПО) уничтожила спускаемый аппарат. Находившиеся на борту собаки Пчёлка и Мушка погибли. |